# Thomas Vaughan
Thomas Vaughan (írói álnéven: Eugenius Philalethes, 1621. április 17. – 1666. február 27.) walesi filozófus és alkimista. A természetmágia területén végzett munkássága, továbbá a rózsakeresztes manifesztumok első angol nyelvű fordítása teszi személyét emlékezetessé.

## Élete
Thomas a walesi Brecon(en) külterületén, a Newton nevű tanyán született a későbbi költő Henry Vaughan(en) ikertestvéreként 1621-ben. 1638-ban lépett be az Oxfordi Egyetem Jézus Kollégiumába(en) és mintegy egy évtizedig a padjait koptatta az angol polgárháború alatt.
Thomas Vaughan részt vett az 1645-ös "Rowton Heath-i csatában". Hitközségi lelkész lett Llansantffraed-ben, de 1650-ben elűzték királypárti szimpátiája miatt.
Az alkimista Robert Childdal(en) kémiai laboratóriumot és könyvtárt terveztek, azzal a fő céllal, hogy (al)kémiai témájú műveket gyűjtenek és fordítanak. Rebecca nevű feleségét 1651-ben vette feleségül (1658-ban elhunyt) és élete hátralévő részét Londonban élte le.

## Munkássága
Habár nem folytatott orvosi praxist, kémiában meglévő jártasságát arra kívánta felhasználni, hogy a Paracelsus által ajánlott módszerrel orvosságokat készítsen. Levelezést folytatott az Angliában élő német származású polihisztorral, Samuel Hartlibbel(en), aki 1650-től kezdődően figyelt fel Vaughanra, mint íróra, akinek az Anthroposophia Theomagica című – eredetileg a rózsakeresztes "Testvériségnek" ajánlott – mágikus-misztikus értekezéséből idézett is. Ma már egyöntetűen elfogadott tény, hogy Vaughan Eugenius Philalethes álnéven jegyezte értekezéseit.
Thomas Vaughan egyedülálló volt a kor alkimistái között abban a tekintetben, hogy szorosan együttdolgozott feleségével, Rebecca Vaughannal. Saját bevallása szerint tagja volt a "Láthatatlan Filozófusok Társaságának" és ő fordította először angol nyelvre 1652-ben a Fama Fraternitatis rózsakeresztes manifesztumot.
Allen G. Debus (1926-2009) kémiára és alkímiára specializálódott tudománytörténész szerint érett formájában Vaughan természetfilozófiája hasonló ahhoz, amit Agrippa von Nettesheim a De Occulta Philosophia című művében megfogalmazott, azzal, hogy mindezt Sendivogius (1566–1636) nézőpontjából teszi. Vaughan önmagát az oktatási rendszer rózsakeresztes megújítói közé helyezi, ezzel a hagyománnyal, továbbá Johannes Trithemius (1462-1516) szellemi hagyatékával érzett közösséget.
Hermetikus, alkímiai értekezések egyes katalogizálói szerint Vaughan lehet az írója a névtelenül kiadott Reconditorium Ac Reclusorium Opulentiae Sapientiaeque Numinis Mundi Magni, Cui Deditur in Titulum Chymica Vannus, Obtenta Quidem Et Erecta Auspice Mortale Coepto értekezésnek, mely a hermetikus tradíció mesterműve.
Egyik szellemi ellenfele Henry More(en) (1614-1687) angol platonikus filozófus volt, akivel számos vitairatot váltottak, másik pedig a minden hermetikával, asztrológiával, illetve boszorkánysággal kapcsolatban szkeptikus John Gaule(en) (1603? – 1687) puritán lelkész volt.

## Művei

### Saját írásai
- Eugenius Philalethes. Anthroposophia Theomagica (angol nyelven) [1648]
- Eugenius Philalethes. Anima Magica Abscondita – the Discourse of the universall Spirit of Nature (angol nyelven) [1650]
- Eugenius Philalethes. Magia Adamica – the Antiquities of Magic (angol nyelven) [1650]
- Eugenius Philalethes. Lumen de Lumine (angol nyelven) [1651]
- Eugenius Philalethes. Aula Lucis – the House of Light (angol nyelven) [1652]
- Eugenius Philalethes. Euphrates – the Waters of the East (angol nyelven) [1655]
- Eugenius Philalethes. The Chymists Key to shut, and to open – the True Doctrine of Corruption and Generation (angol nyelven) [1657]

### Közreműködések
- Thomas Powell. Elementa Opticæ (latin nyelven) [1651], ikertestvérével közösen: versek
- Agrippa von Nettesheim. Three Books of Occult Philosophy (angol nyelven) [1651], angol fordítás
- Johann Valentin Andreae. Fama Fraternitatis (angol nyelven) [1652], angol fordítás
- Henry Vaughan. Thalia Rediviva (angol nyelven) [1678], versek ikertestvére posztumusz kiadásában

### Magyarul
- Coelum terrae. A mágus isteni káosza; Fraternitas Mercurii Hermetis, Onga, 2010

### Internet
1. ↑  Vaughan, Henry (angol nyelven). https://biography.wales/ . (Hozzáférés: 2019. április 29.) „Henry's twin brother was THOMAS VAUGHAN (1621-1666). . .”
2. ↑  VAUGHAN family, of Tretower Court (angol nyelven). https://biography.wales/ . (Hozzáférés: 2019. április 29.) „The twins were the sons of Thomas Vaughan of 'Trenewydd', Newton . . . "who m. the heiress of Newton in Llansantffraed"”

## Fordítás
- Ez a szócikk részben vagy egészben  a   Thomas Vaughan című angol Wikipédia-szócikk fordításán alapul.  Az eredeti cikk szerkesztőit annak laptörténete sorolja fel. Ez a jelzés csupán a megfogalmazás eredetét és a szerzői jogokat jelzi, nem szolgál a cikkben szereplő információk forrásmegjelöléseként.